# هوئی (دوره)
هوئی (به ژاپنی: 宝永 Hōei) نام عصر ژاپنی در دوره ادو بود. این دوره بعد از گنروکو و قبل از شوتوکو (دوره) بود. این دوره از مارس ۱۷۰۴ تا آوریل ۱۷۲۱ میلادی ادامه داشت. در این دوره امپراتور هیگاشی‌یاما و امپراتور ناکامیکادو امپراتور ژاپن بودند.